# 薩爾曼·艾哈邁德
薩爾曼·艾哈邁德，是美國的國家安全和外交政策顧問，現任政策規劃辦公室主任。

## 教育
艾哈邁德擁有紐約大學史登商學院經濟學學士學位，以及劍橋大學國際關係哲學碩士學位。

## 職業生涯
艾哈邁德曾擔任聯合國維持和平行動的負責人，擔任幕僚長和聯合國和平行動小組的秘書，有關此事請參閱卜拉希米報告。他是聯合國秘書長有關斯雷布雷尼察大屠殺的報告的起草者之一。艾哈邁德還參與規劃和執行了聯合國在伊拉克（2003年、2004年）、阿富汗（2001-2002年）、波士尼亞和黑塞哥維那（1996-1998年）、南非（1994年）和柬埔寨（1992-1993年）的實地任務。
艾哈邁德在歐巴馬政府任職8年。他於2009年開始在國務院工作，起初擔任美國駐聯合國代表團參謀長，後於2013年7月轉任總統特別助理和戰略規劃高級總監，負責美國國家安全委員會的事務。在此之前，他曾是卡內基國際和平基金會的研究員，專注於外交政策和研究。此外，他還曾在普林斯頓大學伍德羅威爾公共與國際事務學院擔任教職。
在塔利班接管喀布爾期間，艾哈邁德被派往多哈，協助特別代表扎勒米·哈利勒扎德與塔利班代表進行談判。